# Sic et non
Sic et non (Sì e no) è un'importante opera di Pietro Abelardo (1079-1142), in cui il filosofo rivelava coraggiosamente che la Sacra Scrittura e l'insegnamento dei Padri della Chiesa contenevano in più punti affermazioni contraddittorie, che venivano messe a confronto.
Il libello, scritto dopo il concilio di Soissons (aprile 1121), è diviso in tre parti: nella prima ("Prologo") vengono enunciati i criteri che permettono di conciliare tra loro le apparenti contraddizioni rilevate (perlopiù ciò viene imputato ai molteplici significati di una stessa parola); nella seconda (il cuore dell'opera, più volte rimaneggiato e citato da Abelardo stesso) sono raccolte le citazioni dalle Sacre Scritture e dai detti dei padri della Chiesa; nella terza invece vi sono citazioni dalle Retractationes di Sant'Agostino.
Il senso dell'opera (da molti ritenuta un'esercitazione scolastica diretta a mostrare ai suoi discepoli l'applicazione della logica dialettica alla teologia) è quello di opporsi al cieco dogmatismo di un'interpretazione rigidamente letterale dei testi, perché solo così si può coglierne il senso reale: 
(Pietro Abelardo, Sic et non, Prologo)
Un chiaro invito di Abelardo ad approfondire la critica testuale.
I codici in cui l'opera ci è pervenuta ne tramandano quattro versioni successive, secondo la ricostruzione operata da Constant Mews.  In ordine cronologico, esse sono: 
- Redazione Z (del 1121)
- Redazione TCEBS (tra il 1121 e il 1126)
- Redazione DL (successiva alla precedente, sempre tra il 1121 e il 1126)
- Redazione MKAk (tra il 1127 e il 1132)

## Codici
- Z = Zurigo, Zentralbibliothek 325 (Car. C. 162), ff. 23r-38v
- T = Tours, Bibliothèque Municipale 85, 3, ff. 106rb-118v
- C = Montecassino, Archivio della Badia 174, pp. 277–451
- E = Einsiedeln, Stiftsbibliothek 300, pp. 1–74
- B = Brescia, Biblioteca Quiriniana, A.V. 21, fols. 14-64v
- S = Torino, Biblioteca Nazionale, MS E. v. 9 (749)
- D = Douai, Bibliothèque Municipale, 357, fols. 140-155v
- L = Londra, British Museum, Royal 11 A v, fols. 73-98v
- M = Monaco, Bayerische Staatsbibliothek, Clm. 18926, fols. 14v-105v
- K = Cambridge, University Library, Kk 3.24, fols. 67v-159
- A = Avranches, Bibliothèque Municipale, 12, fols. 132-207
- k = Cambridge, Corpus Christi College, 165, pp. 1–355